# Alexei Bondarenko
Alexei Bondarenko (Qostanay, 23 de agosto de 1978) é um ex-ginasta russo, que competiu em provas de ginástica artística.
Conhecido como um ginasta de grande talento, porém pouca consistência em competições, Alexei estreou internacionalmente no Campeonato Europeu Júnior, aos dezessete anos, no qual conquistou a medalha de ouro do individual geral. Em 1996, ano da estreia na categoria sênior, conquistou o campeonato russo, mas não foi selecionado para compor a seleção que disputou os Jogos de Atlanta. Entre seus principais êxitos estão duas medalhas olímpicas, ambas conquistadas na edição de Sydney, em 2000; e quatro medalhas mundiais, entre elas uma prata no concurso geral. Em 2004, após sofrer uma lesão que o impediu de disputar as Olimpíadas de Atenas, encerrou a carreira.